# Estany d’Aigüissi
L'Estany d'Aigüissi és un llac que es troba en el terme municipal de la Vall de Boí, a la comarca de l'Alta Ribagorça, i dins del Parc Nacional d'Aigüestortes i Estany de Sant Maurici.
«El nom prové del llatí "aqua exi", surt aigua».
El llac, d'origen glacial, està situat a 2.431 metres d'altitud. Drena per l'extrem meridional, cap al Barranc d'Aigüissi (S).

## Rutes
Des de l'Estany de Sarradé: anant a buscar el Colladó d'Aigüissi, que queda a l'oest.